# Edie McClurg
Edie McClurg (Kansas City, 23 de julho de 1951) é uma atriz, comediante, cantora e dubladora estadunidense, mais conhecida por seu papel como Grace, a intrometida secretária do diretor Rooney no filme Curtindo a Vida Adoidado (1986), de John Hughes.

## Biografia
McClurg começou sua carreira ainda criança: Aos cinco anos fazia parte do Kansas City Rhythm Kids, do qual se afastou quando o professor de dança foi preso por se relacionar com o líder do grupo, menor de idade.
Formada pela Syracuse University, lecionou técnicas de locução em rádio por oito anos na University of Missouri, em Kansas City, ocasião em que entrevistou John Ehrlichman sobre Watergate, dando assim sua contribuição para o afastamento pacífico do presidente Richard Nixon.
Com vocação humorística, apresentou personagens no programa The David Letterman Show, em 1980. No cinema iniciou a carreira participando do filme de terror Carrie, em 1976, culminando na década seguinte com Ferris Bueller's Day Off, em que protagonizou cenas de improviso. Teve importante papel no filme Elvira, Mistress of the Dark (1988), onde interpretou a moralista, provinciana, Chastity Pariah.